# Coupe d'Europe des vainqueurs de coupe masculine de handball 2000-2001
Navigation
Coupe des Coupes 1999-2000 Coupe des coupes 2001-2002
La Coupe d'Europe des vainqueurs de coupe masculine de handball 2000-2001 est la 26e édition de la Coupe d'Europe des vainqueurs de coupe masculine de handball.
Organisée par la Fédération européenne de handball (EHF), la compétition est ouverte à 34 clubs de handball d'associations membres de l'EHF. Ces clubs sont qualifiés en fonction de leurs résultats dans leur pays d'origine lors de la saison 1999-2000.
Elle est remportée par le club allemand du SG Flensburg-Handewitt, vainqueur en finale du club espagnol du CB Ademar León.

## Résultats

### Premier tour
| Équipe 1               | Score    | Équipe 2            | Aller | Retour |
| ---------------------- | -------- | ------------------- | ----- | ------ |
| Université de Šiauliai | 89 – 45  | SAU Mamuli Tbilissi | 44-22 | 45-23  |
| Grammar School Nicosia | 63 – 59  | HC Kiffen 1908      | 32-29 | 31-30  |
| ŠKP Bratislava         | 45 – 45* | HK ASK Riga         | 26-24 | 19-21  |
| RK Legno Sarajevo      | 58 – 49  | Sheriff Tiraspol    | 30-21 | 28-28  |

* Le HK ASK Riga est qualifié selon la règle du nombre de buts marqués à l'extérieur.

### Seizièmes de finale
| Équipe 1               | Score   | Équipe 2                 | Aller | Retour |
| ---------------------- | ------- | ------------------------ | ----- | ------ |
| SG Flensburg-Handewitt | 70 – 39 | GAS Arhelaos Katerini    | 35-18 | 35-21  |
| Fibrex Săvinești       | 42 – 45 | IFK Skövde HK            | 25-21 | 17-24  |
| Fotex KC Veszprém      | 75 – 36 | Université de Šiauliai   | 37-18 | 38-18  |
| HC Alpi Prato          | 46 – 54 | Bregenz Handball         | 23-24 | 23-30  |
| TV Großwallstadt       | 78 – 31 | Grammar School Nicosia   | 38-15 | 40-16  |
| KS Kielce              | 61 – 52 | Kaustik Volgograd        | 42-26 | 19-26  |
| Prule Ljubljana        | 63 – 48 | HK ASK Riga              | 38-29 | 25-19  |
| Stavanger IF           | 56 – 58 | Dukla Prague             | 32-30 | 24-28  |
| HC Tongeren            | 31 – 41 | RK Zamet Rijeka          | 15-16 | 16-25  |
| FC Porto               | 63 – 40 | Arkatron Minsk           | 35-18 | 28-22  |
| HC La Fraternelle Esch | 49 – 59 | TSV St. Otmar Saint-Gall | 25-27 | 24-32  |
| BM Valladolid          | 85 – 35 | RK Legno Sarajevo        | 46-17 | 39-18  |
| Skjern Handball        | 53 – 39 | Svitotekhnik Brovary     | 23-23 | 30-16  |
| RK Sintelon            | 66 – 39 | HV Tachos Waalwijk       | 34-20 | 32-19  |
| Maccabi Raanana        | 38 – 53 | US Dunkerque             | 26-27 | 12-26  |
| CB Ademar León         | 58 – 39 | Çankaya Bel. Ankara      | 32-15 | 26-24  |

### Huitièmes de finale
| Équipe 1               | Score   | Équipe 2                 | Aller | Retour |
| ---------------------- | ------- | ------------------------ | ----- | ------ |
| SG Flensburg-Handewitt | 56 – 54 | IFK Skövde HK            | 30-25 | 26-29  |
| Bregenz Handball       | 41 – 57 | Fotex KC Veszprém        | 17-27 | 24-30  |
| KS Kielce              | 44 – 51 | TV Großwallstadt         | 25-26 | 19-25  |
| Prule Ljubljana        | 58 – 49 | Dukla Prague             | 29-25 | 29-24  |
| RK Zamet Rijeka        | 41 – 53 | FC Porto                 | 20-21 | 21-32  |
| BM Valladolid          | 75 – 56 | TSV St. Otmar Saint-Gall | 37-25 | 38-31  |
| Skjern Handball        | 55 – 60 | RK Sintelon              | 33-28 | 22-32  |
| US Dunkerque           | 33 – 51 | CB Ademar León           | 19-21 | 14-30  |

### Quarts de finale
| Équipe 1               | Score    | Équipe 2          | Aller | Retour |
| ---------------------- | -------- | ----------------- | ----- | ------ |
| SG Flensburg-Handewitt | 53 – 42  | Fotex KC Veszprém | 31-22 | 22-20  |
| TV Großwallstadt       | 52* – 52 | Prule Ljubljana   | 28-22 | 24-30  |
| FC Porto               | 54 – 55  | BM Valladolid     | 37-26 | 17-29  |
| CB Ademar León         | 53 – 46  | RK Sintelon       | 29-26 | 24-20  |

* Le TV Großwallstadt est qualifié selon la règle du nombre de buts marqués à l'extérieur.

### Demi-finales
| Équipe 1         | Score   | Équipe 2               | Aller | Retour |
| ---------------- | ------- | ---------------------- | ----- | ------ |
| TV Großwallstadt | 45 – 51 | SG Flensburg-Handewitt | 21-22 | 24-29  |
| CB Ademar León   | 69 – 46 | BM Valladolid          | 36-24 | 33-22  |

### Finale
| Équipe 1               | Score   | Équipe 2       | Aller | Retour |
| ---------------------- | ------- | -------------- | ----- | ------ |
| SG Flensburg-Handewitt | 51 – 49 | CB Ademar León | 32-25 | 19-24  |

## Les champions d'Europe
| Vainqueur de la Coupe d'Europe des vainqueurs de coupe 2000-2001 SG Flensburg-Handewitt 1er titre |

L'effectif du SG Flensburg-Handewitt était :
- Søren Andreasen
- Christian Berge
- Lars Christiansen
- Henning Dierks
- Jan Fegter
- Matthias Hahn
- Christian Hjermind
- Jan Holpert
- Lars Krogh Jeppesen
- Jan Eiberg Jørgensen
- Andrej Klimovets
- Thomas Knorr
- Igor Lavrov
- Maik Makowka
- Simon Meister
- Malte Samuelsen
- Stefan Schröder
- Andreas Thiel
- Bogdan Wenta